# リャジェンカ
リャジェンカ（露: ряженка、宇: ряжанка）はウクライナ発祥のヨーグルトの一種である。ロシア及び東欧諸国で広く飲用されている。特徴はオーブンなどで長時間焼いた牛乳に乳酸菌・酵母を加えて発酵させることで、メイラード反応により色は薄褐色、ほのかなキャラメル様の甘味がある。昔は壺に入れた牛乳をペチカで一晩焼いていたが、現代では工場で大量生産されたものが市販されている。市販品の中には焼かずにカラメルで風味付けしただけの物もあるという。